# Esquay-Notre-Dame
Esquay-Notre-Dame ist eine französische Gemeinde mit 1.447 Einwohnern (Stand: 1. Januar 2022) im Département Calvados in der Region Normandie. Sie gehört zum Arrondissement Caen und zum Kanton Évrecy. Die Bewohner werden als Esquayens bezeichnet.

## Geografie
Esquay-Notre-Dame liegt rund 12 km südwestlich von Caen. Umgeben wird die Gemeinde von Baron-sur-Odon im Nordwesten und Norden, Maltot im Nordosten, Vieux im Osten, Avenay im Südosten und Süden, Évrecy im Südwesten sowie Gavrus in westlicher Richtung.

## Bevölkerungsentwicklung
| Jahr                             | 1793 | 1836 | 1876 | 1926 | 1946 | 1968 | 1990 | 2016 |
| Einwohner                        | 260  | 360  | 299  | 155  | 176  | 290  | 728  | 1438 |
| Quelle: Cassini, EHESS und INSEE |      |      |      |      |      |      |      |      |

## Sehenswürdigkeiten

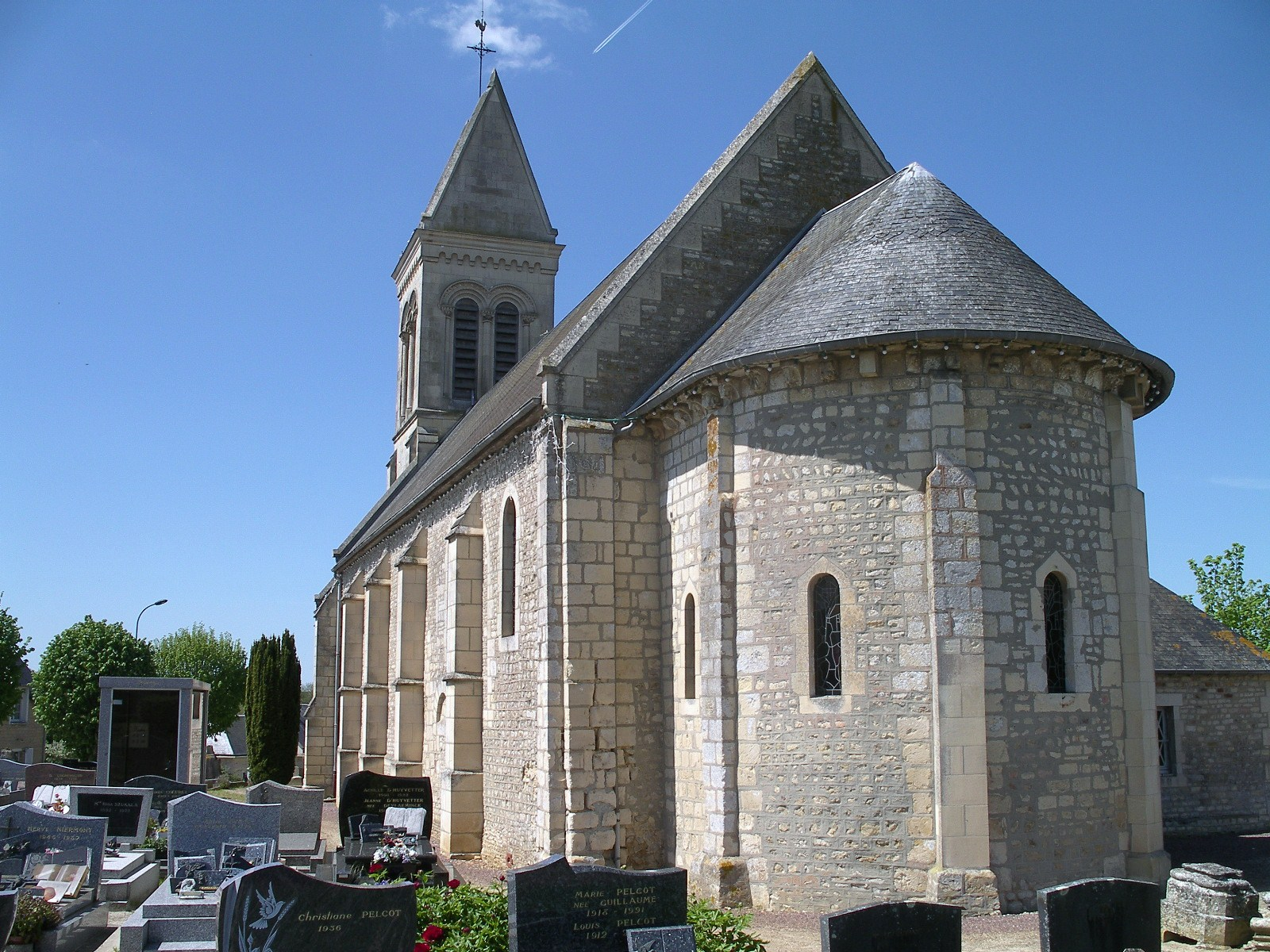
Kirche Notre-Dame

- Kirche Notre-Dame aus dem 12. Jahrhundert, Apsis und Chor als Monument historique eingestuft